# 中国西部地区
中国西部地区传统上包括中国境内的西南和西北地区，中国西部地区地形复杂，气候类型多样，为不同的植物生长和野生动物栖息创造了良好条件，拥有丰富的生物资源。此外，西部矿产资源、水利资源、旅游资源、人文资源也极其丰富。

## 概念

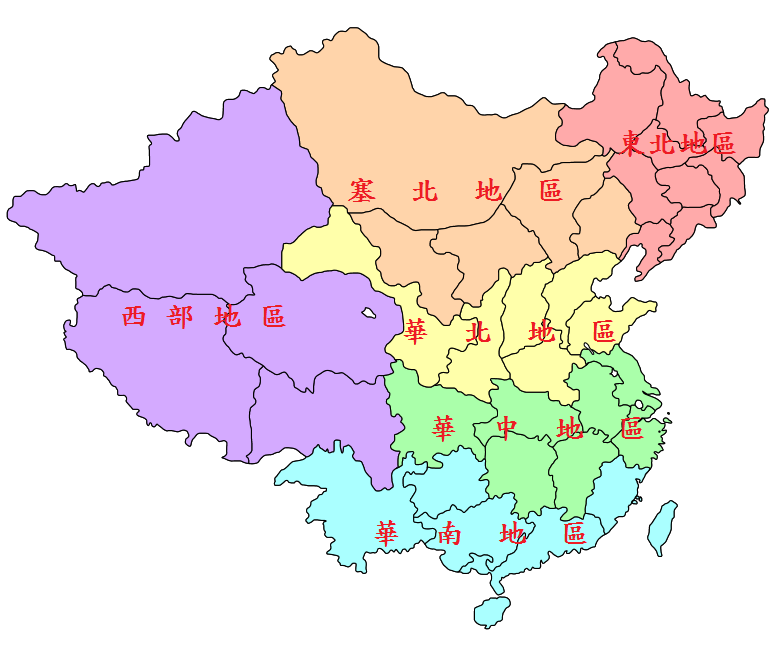
中華民國時期的西部地區

中華民國的官方文件中，中國西部包括西康、青海、新疆等三個省和西藏地方。
西部地区经济相对落后，随着西部大开发战略的提出，现代西部地区的概念渐渐明晰。西部大开发计划概定以及国务院西部地区开发领导小组办公室协调的范围，西部由12个省、直辖市、自治区及3个自治州构成，包括：重庆市、四川省、云南省、贵州省、陕西省、青海省、甘肃省、宁夏回族自治区、新疆维吾尔族自治区、西藏自治区、广西壮族自治区、内蒙古自治区、吉林省延边朝鲜族自治州、湖北省恩施土家族苗族自治州、湖南省湘西土家族苗族自治州。根据这一概念，西部的12省市区面积约672万平方公里，占中国国土面积70%，人口约3.3亿，约占全国总人口的25%。

## 经济
西部地区总体上落后于中部和东部地区，但内部发展极度不均衡，成渝等少数部分地区的经济实力超过了中部地区的水平，正在缩小与沿海地区的差距，然而较为落后的甘肃、西藏、青海等省份则依然停留在贫困线上。
中国西部地区经济最为发达的地区是四川盆地。如成都市、重庆市均达到全面小康水平，西部其他经济较为发达，达到全面小康标准的还有西安、昆明、乌鲁木齐、克拉玛依等。
中国西部GDP仅占中国大陆的13%，而且更严重的是，整个西部地区经济严重失衡，超过一半的GDP都集中在仅占西部地区5%面积的成渝经济区，也就是说，除成渝地区外占中国大陆55.7%广袤的西北地区和西藏、云南、贵州等省份仅占中国5.9%的GDP，其中云南、贵州、西藏、青海、甘肃五个省的GDP的总和还不到重庆、成都两个市的总和的70%，这5省的省会昆明、贵阳、拉萨、西宁和兰州五市的GDP总和，尚不及重庆主城区核心区九个区，其中贵阳、拉萨、西宁和兰州全市的GDP甚至不及成都或重庆经济实力最强的一个县。虽成都与重庆主城区已经成为了中国最发达城市之一，然而西部总体落后的状况依然没有得到改善。如何处理西部，尤其是西北与西藏问题，已成为中国的最大挑战之一。
另一方面，形势复杂、扶贫和维稳任务艰巨的贵州、西藏、青海等省份也往往成为容易出政绩的政治高地，在这些省份主政一方的经历往往能成为进入中南海的敲门砖。曾主政贵州的胡锦涛、钱运录、栗战书皆跻身党和国家领导人行列，赵克志、陈敏尔亦在卸任后分别调往河北、重庆两个重要的省级行政区。曾任西藏党委书记的陈奎元、郭金龙、张庆黎分别官至全国政协副主席、中央政治局委员、全国政协秘书长，胡锦涛更是在卸任西藏党委书记后直接晋升中央政治局常委。在中共十八大进入中共中央政治局的胡春华和赵乐际两人则曾分别在西藏和青海两省工作达20多年之久。